# Saint-Germain-des-Champs
Saint-Germain-des-Champs é uma comuna francesa na região administrativa de Borgonha-Franco-Condado, no departamento de Yonne. Estende-se por uma área de 36,17 km². Em 2010 a comuna tinha 364 habitantes (densidade: 10,1 hab./km²).